# Pieter Jan Leusink

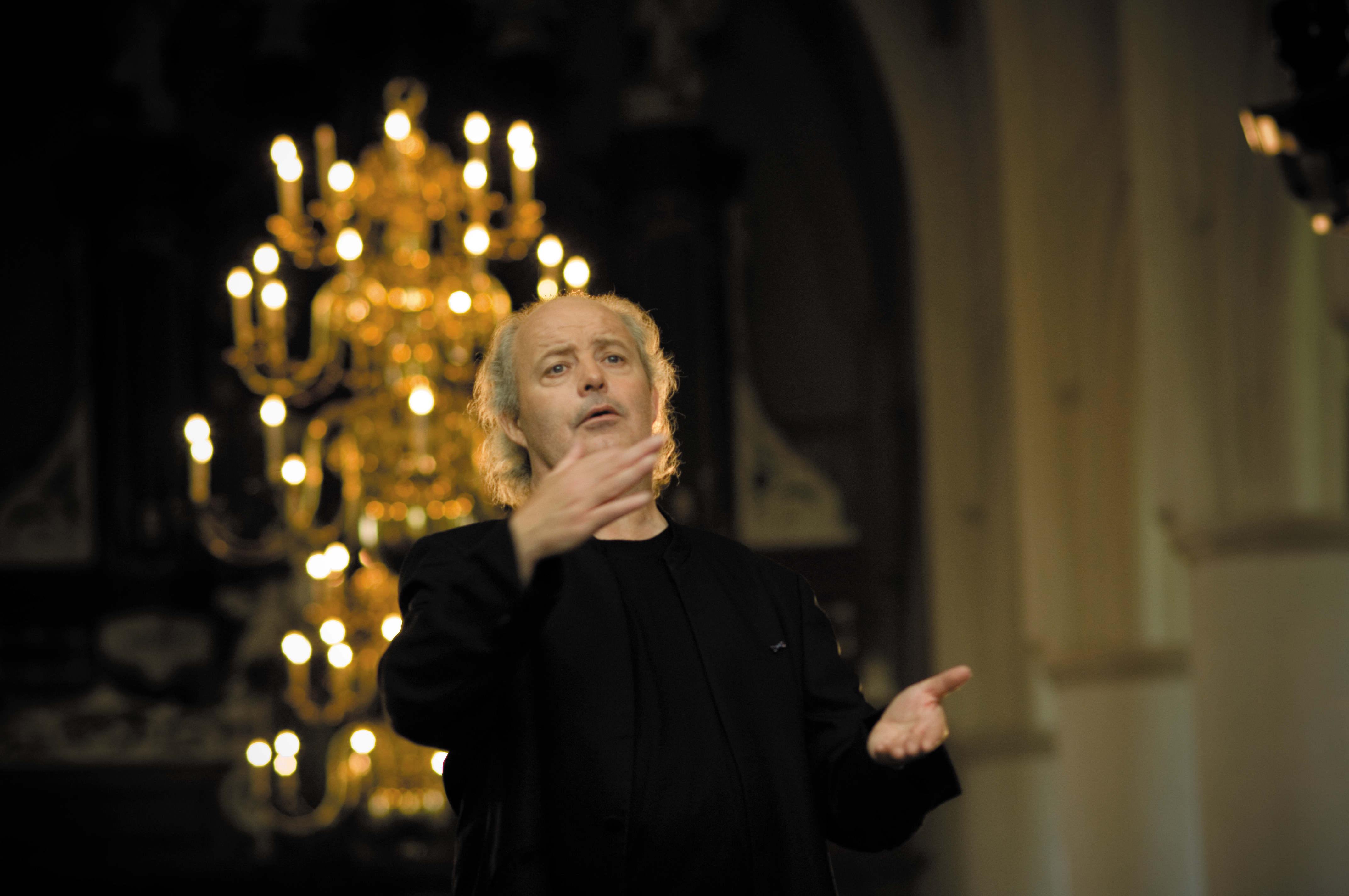
Pieter Jan Leusink (2008)

Pieter Jan Leusink (* 1958 in Elburg) ist ein niederländischer Dirigent mit einem Schwerpunkt auf der Barockmusik. Er leitet ein von ihm selbst gegründetes Barockensemble (The Bach Choir & Orchestra of the Netherlands) und missbrauchte seine Macht für sexuelle Handlungen.

## Werdegang
Pieter Jan Leusink wollte in seiner Jugend Gärtner werden, doch fühlte er sich auch stark angezogen von der Musik, die er jeden Sonntag von der Orgel seiner reformierten Heimatgemeinde in Elburg hörte. Bereits in seiner Kindheit erhielt er Unterricht an der Orgel und im Alter von 16 Jahren wurde er vom Stedelijk Conservatorium in Zwolle zum Orgelstudium angenommen.
Nach Abschluss seines Studiums war er drei Jahre als Organist tätig, fand darin jedoch wenig Erfüllung und beschloss, Chordirigent zu werden. Ein Meisterkurs bei dem britischen Dirigenten David Willcocks 1984 bestärkte ihn – er war zu jener Zeit 26 Jahre alt – in Elburg einen Jungen- und Männerchor zu begründen, den Holland Boys Choir, der inzwischen nicht mehr besteht. Leusink hat sich auf die Stimmentwicklung von Jungensopranen spezialisiert.
1996 gründete Leusink das Netherlands Bach Collegium, später umbenannt in The Bach Orchestra of the Netherlands, und ein Jahr danach einen gemischten Erwachsenenchor, The Bach Choir of the Netherlands. Seit 2006 treten beide Ensembles gemeinsam unter Namen The Bach Choir and Orchestra of the Netherlands auf. Seit 2000 ist Leusink auch Dirigent des Urker Männerensembles und leitete bis 2009 den Rijssener Männerchor. 2010 gründete er ein weiteres Vokalensemble unter dem Namen Vocal Group CALL.
Im September 2018 sagten mehrere Musikerinnen in der Fernsehsendung Brandpunt+, dass Leusink ihnen gegenüber sexuell grenzüberschreitend gewesen sei und sie eingeschüchtert habe. Leusink bezeichnete die Vorwürfe als haltlos. Nach der Ausstrahlung meldeten sich weitere Frauen mit Vorwürfen gegen Leusink.
Nachdem sie keine andere Möglichkeit sahen, wandten sich zwei Frauen 2020 mit ihren Fällen an das unabhängige College voor de Rechten van de Mens. Das Kollegium urteilte im Juni 2022 in beiden Fällen, dass Leusink seine Machtposition für sexuelle Handlungen ausgenutzt habe. Nachdem die Frauen ihre sexuelle Beziehung zu Leusink beendet hatten, waren sie entlassen worden. Wenige Tage später legte Leusink seine Arbeit beim Bach Choir & Orchestra nieder. Ab Dezember 2022 ging das Ensemble wieder mit Leusink auf Tour. Janke Dekker von der Meldestelle Mores nannte den Vorgang bestürzend.

## Konzertpraxis
Jährlich geben die von Leusink geleiteten Chöre und Orchester etwa 150 Konzerte, sie nehmen darüber hinaus an Musikfestivals in anderen Ländern teil. Ihr Repertoire besteht dabei unter anderem aus den Chorwerken von Johann Sebastian Bach, (darunter der Matthäus-Passion), Brahms (Ein deutsches Requiem), Georg Friedrich Händel (Messias), Mozart (Requiem und Krönungsmesse), Fauré und Vivaldi.
Alle Konzerte werden ohne staatliche Zuschüsse durchgeführt. Mit den Einnahmen der Konzerte, die insgesamt etwa 120.000 Besucher haben, werden unter anderem die Honorare von ungefähr einhundert Sängerinnen, Sängern und Instrumentalisten bezahlt.

## Vocal Group CALL
Die Vocal Group CALL ist ein Ensemble in wechselnder Zusammensetzung mit drei Sopranen, drei Kontratenören, vier Baritonen und vier Bässen, das im Jahr 2010 von Pieter Jan Leusink begründet wurde, um eine Brücke zwischen Klassischer und Unterhaltungsmusik zu schlagen. Durch besondere Arrangements werden Kompositionen aus dem klassischen Repertoire, wie etwa das Ave Maria von Schubert, popularisiert, wobei die ursprüngliche Orchesterbesetzung mit Instrumenten aus der Popmusik angereichert wird, darunter Schlagzeug, Bassgitarre und Saxophon.

## CD- und DVD-Aufnahmen
Im Gedenkjahr Johann Sebastian Bachs 2000 veröffentlichte Leusink mit seinen Chören und Orchestern sowie verschiedenen Solisten um die 200 geistliche Kantaten auf insgesamt 60 CDs. Weltweit wurden davon sechs Millionen CDs verkauft. Konzerte mit dem Holland Boys Choir bekamen bis 2009 drei goldene und zwei Platin-CD.

## Auszeichnungen
2004 erhielt Leusink den Rang eines Ritters im Orden vom Niederländischen Löwen.